# Predpoletna lista pregleda
Predpoletna lista pregleda »preflight checklist« v letalstvu, je seznam nalog, katere mora posadka letala (piloti, letalsko osebje) opraviti pred vsakim vzletom.
Namen te liste je izboljšati varnost letenja z zagotavljanjem, da posadka letala pred poletom ne pozabi opraviti nalog, katera so pomembni dejavnik za varno letenje. Nepravilno preverjanje in neuporaba predpoletnih list je danes glavni dejavnik za nesreče v zrakoplovih.
Po kontrolnem seznamu bi bilo razvidno, da je 31. maja 2014 pri nesreči GULFSTREAM IV, prišlo do napake z  zaklenjeno ključavnico.
Nacionalni odbor za varnost prevoza je prenesel podatke iz snemalnika zvoka ter snemalnika leta (črna skrinjica) in ugotovil, da gre za navado oziroma rutino posadke pregleda pred letom.
Ugotovili so, da od prejšnjih 175 vzletov letal, 98% opravljenih predpoletnih pregledov ni izpolnjevalo vseh kontrolnih točk,  oziroma »pregledi so bili nepopolni«.
Poslovno Nacionalno združenje je analiziralo 143.756 letov med 2013 – 2015 na 379 poslovnih letalih. Ugotovili so, da je bilo opravljenih 15,6% predpoletnih pregledov le delno, 2,03% letal pa je letelo brez nadzora.  